# شرکت مخابرات سیار اصفهان
شرکت مشارکتی خدمات تلفن همراه اصفهان (اختصاری MTCE)که با نام اسپادان نیز شناخته می‌شود، یک اپراتور شبکه تلفن همراه در ایران بود.
پیرو توافقات صورت گرفته در سفر هاشمی رفسنجانی رئیس‌جمهور ایران به مالزی در سال ۱۳۷۳ و بر اساس قوانین جذب و حمایت از سرمایه‌گذاری خارجی، در ۲۹ اردیبهشت ۱۳۸۰ مجوز راه اندازی اولین شبکه تلفن همراه اعتباری در ایران با ظرفیت اولیه ۲۰ هزار مشترک و قابل افزایش تا ۵۰ هزار مشترک صادر و به مدت ۱۵ سال به سلکام اعطا شد و شرکت صنعت منابع فناوری مالزی مجوز ارائه خدمات تلفن همراه را بر روی تکنولوژی جی‌اس‌ام را در استان اصفهان دریافت کرد.
اسپادان در سال ۱۳۸۱ نخستین سیم کارت‌های اعتباری خود را در استان اصفهان عرضه کرد.
شرکت سلکام به عنوان مالک ۴۹ درصد این اپراتور سهام خود در اپراتور منطقه ای اسپادان را به تلکام مالزی پس از چند سال فروخت.
اپراتور منطقه ای اسپادان در سال ۱۳۸۷، مجوز وای‌مکس را از سازمان تنظیم مقررات و ارتباطات رادیویی خریداری کرد.
در سال ۱۳۹۵ مدت زمان پروانه فعالیت اپراتور اسپادان به پایان رسید. در پی ادغام با شرکت مخابرات سیار ایران، شرکت مشارکتی اسپادان منحل شده و تمام سایتهای BTS و مراکز سویچینگ این اپراتور خاموش و از وضعیت دارندگان سیم کارت‌های اعتباری ۰۹۳۱ اسپادان اطلاعاتی در دسترس نیست.

## پیش‌شماره
پیش‌شماره شماره‌های سیم‌کارت اسپادان ۰۹۳۱ می‌باشد.
نامبرینگ ۰۹۳۱ اپراتور منحل شده اسپادان و نامبرینگ ۰۹۳۲ اپراتور تالیا متعلق به شرکت مخابرات ایران است.

## مناطق تحت پوشش
شبکه تلفن همراه اعتباری اصفهان که با نام تجاری اسپادان عرضه می‌شود در شهرهای اصفهان، مبارکه، فولادشهر، مجتمع فولاد مبارکه، کارخانه ذوب آهن اصفهان، زرین شهر، فلاورجان، نجف آباد، خمینی شهر، شاهین شهر، مورچه خورت، خوراسگان، درچه، سپاهان شهر، بهارستان و شهر کاشان به مشترکان خود سرویس دهی داشت.

## پوشش اسپادان در بیرون از استان اصفهان
به دنبال سرباز زدن مخابرات ایران از برقراری رومینگ با اسپادان
رومینگ سیم کارت‌های اسپادان با تالیا برقرار شد. با برقراری رومینگ اسپادان با تالیا سیم‌کارت‌های اعتباری این اپراتور موبایل در تهران و مشهد آنتن می‌دهند.
شرکت مخابرات ایران به عنوان سهامدار اسپادان در قرارداد خود ملزم به برقراری رومینگ این اپراتور شده بود اما به دلیل دست نیافتن اسپادان به مفاد قرارداد خود را ملزم به اجرای آن نمی‌دید و بر همین اساس این اپراتور استانی به سراغ تالیا رفته بود.
همچنین این اپراتور موفق شد رومینگ با سرویس WLL روستایی در دو شهر اصفهان و کاشان را نیز راه اندازی کند.

## تعداد مشترکان اسپادان
بر پایه داده‌های سازمان تنظیم مقررات و ارتباطات در رادیویی در سال ۱۳۹۵ شرکت مشارکتی سیار اصفهان (اسپادان) به عنوان اپراتور تلفن همراه فعال در استان اصفهان ۳۳ هزار و ۶۰۰ سیم‌کارت فروخته که از این تعداد تنها ۱۰ هزار سیم‌کارت فعال است.

## خدمات اپراتور موبایل اسپادان
شبکه تلفن همراه اعتباری اسپادان اصفهان تنها اپراتور تلفن همراه کشور در سال‌های ۱۳۸۱ تا ۱۳۸۴ بود که چند سرویس ارزش افزوده مبتنی بر SMS را به مشترکان خویش عرضه می‌کند. این سرویس‌ها عبارتند از: دیکشنری، قرآن همراه، Mobile2Email و فال حافظ
شبکه تلفن همراه اسپادان اصفهان قصد داشت با افزایش مناطق تحت پوشش سرویس خود، ظرفیت مشترکینش را به ۳۵ هزار نفر برساند و امکان رومینگ بین‌الملل را برای مشترکانش فراهم سازد.
این شبکه همچنین برای اولین بار به دنبال امکان برقراری تماس بین‌الملل مبتنی بر پرتکل IP (VoIP) است که امکان برقراری تماس بین‌الملل با تعرفه ارزانتر را برای مشترکینش فراهم می‌آورد.
شبکه اسپادان درواقع نخستین شبکه تلفن همراه پیش پرداخته کشور است. سیم کارت‌های این شبکه به مبلغ ۴۲هزار تومان به فروش می‌رسید که شامل ۲۰هزار تومان هزینه سیم کارت و ۲۲هزار تومان اعتبار اولیه مکالمه که ۴۵روز اعتبار دارد می‌باشد.

## سهامداران
سهامداران اسپادان به قرار زیر بود:
- اکسیاتا (۴۹٪)
- شرکت مخابرات اصفهان (۴۹٪)
- صنایع مخابرات راه دور ایران (۲٪)

## انحلال اسپادان
در پی تغییرات در شرکت مخابرات ایران و خصوصی شدن این شرکت، شرکت مشارکتی خدمات سیار اصفهان تغییر فعالیت داده یا منحل گشته است. شبکه اپراتور موبایل اسپادان در سال ۱۳۹۵ در پی ادغام با شرکت ارتباطات سیار خاموش گردیده و از وضعیت مشترکان سیم کارت‌های اعتباری اسپادان و نوع خدمات و سرویس دهی آن، اطلاعاتی در دسترس نیست.